# Obwodowy Zarząd NKWD w Kalininie
Obwodowy Zarząd NKWD w Kalininie (ros. Управление НКВД по Тверской (Калининской) области) – organ administracji terenowej Ludowego Komisariatu Spraw Wewnętrznych ZSRR (NKWD) realizujący swoje kompetencje na terenie obwodu kalinińskiego (wcześniej i obecnie to obwód twerski). Zarząd mieścił się w budynku przy ul. Sowieckiej, obecnie zajmowanym przez Akademię Medyczną. 
Z uwagi na wielką skalę mordu na oficerach Wojska Polskiego w 1940 roku, pracownicy Obwodowego Zarządu NKWD w Kalininie (nie tylko tzw. operatywnicy, ale i kierowcy, strażnicy więzienni, biuraliści itp.) wspomagali siepaczy NKWD przy zbrodni na jeńcach z obozu w Ostaszkowie (część zbrodni katyńskiej). Jeńców zabijano w piwnicach więzienia wewnętrznego Zarządu NKWD w Kalininie, a grzebano w pobliskiej wsi Miednoje, w miejscu w którym obecnie znajduje się polski cmentarz wojenny.
Od 1938 do 1945 roku naczelnikiem Obwodowego Zarządu NKWD w Kalininie był Dmitrij Tokariew, a w 1940 roku funkcję zastępcy naczelnika pełnili Wasilij Pawłow i Timofiej Fiedotowicz Kaczin (1900–1983). W 1940 roku komendantem Zarządu Administracyjno-Gospodarczego był Andriej Maksimowicz Rubanow (ur. 1902), a naczelnikiem więzienia wewnętrznego Aleksiej Iljicz Cukanow (ur. 1907). Funkcję naczelnika 1 Wydziału Specjalnego Obwodowego Zarządu NKWD w Kalininie sprawował Michaił Andriejewicz Kozochotskij (1901–1965). 26 października 1940 roku Pawłow,  Kaczin, Rubanow, Cukanow i Kozochotskij zostali nagrodzeni przez Ławrientija Berię wraz z innymi funkcjonariuszami NKWD uczestniczącymi w przygotowaniu zbrodni katyńskiej i jej wykonaniu tajnym rozkazem nr 001365 NKWD ZSRR „za pomyślne wykonanie zadań specjalnych”.
W 1991 roku Dmitrij Tokariew złożył obszerne zeznania w trakcie śledztwa w sprawie zbrodni katyńskiej prowadzonego przez rosyjską Główną Prokuraturę Wojskową, opisując przebieg mordowania polskich jeńców w piwnicach więzienia wewnętrznego Zarządu NKWD w Kalininie.